# Yoram Kaniuk
Yoram Kaniuk (hébreu : יורם קניוק) (né le 2 mai 1930 – mort le 8 juin 2013) est un écrivain, peintre, journaliste et critique de théâtre israélien.

## Biographie
Yoram Kaniuk est né à Tel Aviv. Son père, Moshe Kaniuk, fut le premier conservateur du Musée d'art de Tel Aviv. Son grand-père, professeur d'hébreu, faisait ses propres manuels. La mère de Kaniuk, née à Odessa, était aussi enseignante. Sa famille émigra en Palestine en 1909, année de la fondation de Tel Aviv, et s'installa à Neve Tzedek.
À 17 ans, Kaniuk rejoignit le Palmach. En 1948, pendant la guerre d'Indépendance, il fut blessé aux jambes par un soldat anglais. Il fut soigné à New York.
Kaniuk épousa Miranda Baker, une Américaine chrétienne. 
Kaniuk a obtenu en octobre 2011 que le ministère de l'Intérieur israélien change son statut de religion de « juif » à « sans religion parce qu'il estime que le judaïsme en Israël est aujourd'hui synonyme de racisme »,

## Carrière littéraire
Kaniuk a publié 17 romans, un mémoire, sept recueils de nouvelles, deux livres d'essais et cinq livres pour des enfants et la jeunesse. Ses livres ont été publiés dans 25 langues et il a gagné des nombreux prix littéraires. Une conférence internationale consacrée aux œuvres de Kaniuk a été tenue à l'Université de Cambridge en mars 2006.

## Thèmes littéraires et style
Les aigles est une histoire de guerre qui traite le sujet de la mort dans la culture israélienne. Son travail a été décrit comme « l'écriture existentielle qui dévie du consensus israélien » et est difficile à catégoriser.

## Principales œuvres parues en français
- Himmo, roi de Jérusalem, traduction Erwin Spatz, Stock 1971
- Tante Schlomzion la grande, roman traduit de l'anglais par Hélène Pasquier, Fayard, 1980.
- Adam ressuscité roman traduit de l'anglais par Robert Duparc et Jean Autret, Stock 1980.
- La vie splendide de Clara Chiato, nouvelles traduites de l'hébreu par Thérèse Ashkénazi, Stock 1982.
- Confessions d'un bon arabe, roman traduit de l'anglais par Peter Wauters, Stock 1994.
- Wasserman, roman traduit de l'hébreu par Erwin Splatz, Gallimard 1994.
- La terre des deux promesses (en collaboration avec Émile Habibi), essai traduit de l'arabe et de l'hébreu par Jean-Patrick Guillaume et Laurence Sendrowicz, Actes Sud, 1996.
- Comme chiens et chats, roman traduit de l'hébreu par Laurence Sendrowicz, Fayard 1996.
- Mes chers disparus, roman traduit de l'hébreu par Rosie Pinhas-Delpuech, Fayard 1997.
- Encore une histoire d'amour, roman traduit de l'hébreu par Laurence Sendrowicz, Fayard 1998.
- Il commanda l'Exodus, traduit de l'hébreu par Laurence Sendrowicz, Fayard 2000 (prix Méditerranée 2000).
- Le dernier berlinois, traduit de l'hébreu par Laurence Sendrowicz, Fayard, 2003.
- Ma vie en Amérique, traduit de l'hébreu par Laurence Sendrowicz, Fayard 2005.
- Le dernier Juif, roman traduit de l'hébreu par Laurence Sendrowicz, Fayard 2009.
- 1948, récit traduit de l'hébreu par Laurence Sendrowicz, Fayard 2012.
- Presque, roman traduit de l'hébreu par Laurence Sendrowicz, Fayard 2016.